# 29 (album)
29 je osmi službeni album Ryana Adamsa i njegov treći objavljen 2005. Album je producirao Ethan Jones, koji je producirao Heartbreaker i Gold. Snimljen bez country-rock zvuka Cardinalsa, ovaj album je zvučni i emocionalni prethodnik Love Is Hell. Kritičari su bili podijeljeni: Cokemachineglow mu je dao 90 posto, a Rolling Stone samo 2,5 zvjezdice od mogućih pet. Album je u Americi prodan u 81 tisuću primjeraka i 153 tisuće u svijetu.
Omot albuma naslikao je sam Adams. Slikanje mu je jedan od glavnih ne-glazbenih interesa: na DVD-u September koji je izašao zajedno s prethodnim albumom Jacksonville City Nights, može ga se vidjeti kako crta razne skice.

## Popis pjesama
Sve pjesme napisao je Ryan Adams.
1. "29" – 5:48
  - Ryan Adams - električna gitara i vokali
  - Ethan Johns - bubnjevi i bas, akustična gitara i čembalo
  - JP Bowersock - električna gitara
2. "Strawberry Wine" – 7:58
  - Ryan Adams - akustična gitara i vokali
  - Ethan Johns - ukulele
  - JP Bowersock - 12-žičana gitara
3. "Nightbirds" – 3:51
  - Ryan Adams - klavir, gitara i vokali
  - Ethan Johns - bubnjevi, kee bas i orgulje
  - JP Bowersock - električna mandolina
4. "Blue Sky Blues" – 5:18
  - Ryan Adams - klavir i vokali
  - Ethan Johns - juno 4
  - Violine - Phil Levy, Lisa Sutton, Anatoly Rosinsky, Bruce Dukov, Endre Granat, Rafael Rishik
  - Čela - David Low, Dennis Karmayzn
  - Alan Kaplan - trombon
  - Wayne Bergeron - truba
  - Glazbu za žičane i puhaće instrumente aranžirao i dirigirao Ethan Johns
5. "Carolina Rain" – 5:25
  - Ryan Adams - akustična gitara i vokali
  - Ethan Johns - bubnjevi, bas i pedal steel
  - JP Bowersock - električna mandolina i električna gitara
6. "Starlite Diner" – 3:51
  - Ryan Adams - klavir i vokali
  - Ethan Johns - jupiter 4 i juno 60
7. "The Sadness" – 6:43
  - Ryan Adams - električna gitara, akustična gitara i vokali
  - Ethan Johns - bubnjevi i chamberlain
  - Jennifer Condos - bas
  - JP Bowersock - električna gitara electric guitar
8. "Elizabeth, You Were Born to Play That Part" – 5:07
  - Ryan Adams - klavir, akustična gitara i vokali
  - Ethan Johns - bubnjevi, bas i pedal steel
  - JP Bowersock - električna gitara
9. "Voices" – 4:53
  - Ryan Adams - vokali i akustična gitara

## Popis izvođača
- Ryan Adams -  vokali, akustična i električna gitara, klavir
- Wayne Bergeron - truba
- JP Bowersock - električna gitara, mandolina, akustična 12-žičana gitara
- Jennifer Condos - bas
- Bruce Dukov - violina
- Endre Granat - violina
- Ethan Johns - bubnjevi, bas, Pedal Steel gitara, Chamberlin, sintesajzer, akustična gitara, ukulele, čembalo, aranžman za žice, aranžman za puhače, dirigiranje
- Alan Kaplan - trombon
- Dennis Karmayzn - čelo
- Phil Levy - violina
- David Low - čelo
- Rafael Rishik - violina
- Anatoly Rosinsky - violina
- Lisa Sutton - violina